# 홍방울새
홍방울새(Redpoll, Acanthis flammea)는 되새과에 속하는 새의 종이다. 관목이나 덤불 지대에서도 서식한다.
되새과에 속하며 학명은 Acanthis flammea이다. 몸길이 12-15cm이고 암수 모두 턱밑이 검고 몸 아랫면은 흰색을 띠며, 옆구리에는 짙은색 줄무늬가 있다. 수컷은 가슴이 분홍색을 띤다. 탁 트인 평지의 자작나무와 침엽수림에서 번식하여 적갈색 반점이 있는 청색 알을 5-7개 낳는다. 주로 식물성 먹이를 먹고, 곤충을 먹기도 한다. 추운 지방에서 번식하고 남쪽으로 월동하러 이동한다. 우리나라에서는 겨울에 볼 수 있다. 매우 희귀한 겨울철새로 매년 관찰되지 않는다.

## 동명의 학명
- Carduelis flammea
- Carduelis rostrata
- Acanthis flammea
- Carduelis islandica
- Acanthis islandica

## 분류
홍방울새는 1758년 린네가 Fringilla flammea라는 이름의 학명으로 자신의 자연의 체계 제10권에 등재하였다. 현재의 속명 Acanthis(아칸티스)는 현재는 식별되지 않는 작은 새의 이름이자 고대 그리스어 낱말인 akanthis, 그리고 불꽃색을 뜻하는 라틴어 낱말 flammea가 결합된 것이다.현재 홍방울새, 쇠홍방울새, Lesser Redpoll을 통합하여 같은 종으로 묶이고 Redpoll로 영어 이름이 변경되었다.

### 아종
A. f. flammea라는 지명 아종은 북아메리카와 유라시아의 북부 지역에 서식한다. 그 외에도 아이슬란드의 아종으로서 Icelandic redpoll(학명: A. f. islandica)과 그린란드와 배핀섬에 서식하는 Greenland redpoll(학명: A. f. rostrata)이 있다.
- A. f. flammea – Mealy
- A. f. icelandica – Icelandic
- A. f. rostrata – Greenland
- A. f. cabaret - Lesser redpoll
- A. f. exilipes
- A. f. hornemanni